# Guyan
Guyan (o Djuwayn) fou un districte de la província històrica de Nixapur en la ruta de Bistam, fins a Sabzewar. La capital era Azadhwar, i més tard Fariyumad.
La regió estava formada per 189 viles i pobles tots a la part septentrional, ja que la part meridional era desèrtica. Modernament va subsitir com a districte més reduït amb capital a Jagatai.